# Eremophila enata
Eremophila enata är en flenörtsväxtart som beskrevs av Chinnock. Eremophila enata ingår i släktet Eremophila och familjen flenörtsväxter. Inga underarter finns listade i Catalogue of Life.